# Гардзениці-Другі
Гардзениці-Другі (пол. Gardzienice Drugie) — село в Польщі, у гміні П'яскі Свідницького повіту Люблінського воєводства.
У 1975-1998 роках село належало до Люблінського воєводства.